# باول أفيري
باول أفيري (بالإنجليزية: Paul Avery)‏ (و. 1934 – 2000 م) هو صحفي، ومؤلف أمريكي، ولد في هونولولو، توفي عن عمر يناهز 66 عاماً، بسبب نفاخ رئوي.